# Faeto
Faeto é uma comuna italiana da região da Puglia, província de Foggia, com cerca de 799 habitantes. Junto com a aldeia vizinha de Celle di San Vito, formam uma minoria linguística na região, onde é falado uma língua de origem franco-provençal chamada de faetano.

## Geografia
Estende-se por uma área de 26 km², tendo uma densidade populacional de 31 hab/km². Faz fronteira com Biccari, Castelfranco in Miscano (BN), Celle di San Vito, Greci (AV), Orsara di Puglia, Roseto Valfortore.

## Demografia
| Variação demográfica do município entre 1861 e 2011                               |
|                                                                                   |
| Fonte: Istituto Nazionale di Statistica (ISTAT) - Elaboração gráfica da Wikipedia |